# Special Olympics Moldau
Special Olympics Moldau (englisch: Special Olympics Moldova) ist der moldawische Verband von Special Olympics International. Sein Ziel ist die Förderung von Sport für Menschen mit geistiger Beeinträchtigung und die Sensibilisierung der Gesellschaft für diese Mitmenschen. Außerdem betreut er die moldawischen Athletinnen und Athleten bei den Special Olympics Wettkämpfen.

## Geschichte
Special Olympics Moldau wurde 1990 mit Sitz in Chișinău gegründet.

## Aktivitäten
2020 waren 3.094 Athletinnen, Athleten und Unified Partner sowie 241 Trainer bei Special Olympics Moldau registriert. Der Verband nahm 2019 an den Programmen Athlete Leadership, Young Athletes, Unified Schools und Unified Sports teil, die von Special Olympics International ins Leben gerufen worden waren.

### Sportarten
Folgende Sportarten wurden 2020 vom Verband angeboten:
- Badminton (Special Olympics)
- Basketball (Special Olympics)
- Boccia (Special Olympics)
- Floorball
- Fußball (Special Olympics)
- Handball (Special Olympics)
- Leichtathletik (Special Olympics)
- Schwimmen (Special Olympics)
- Shorttrack (Special Olympics)
- Tennis (Special Olympics)
- Tischtennis (Special Olympics)
- Volleyball (Special Olympics)

### Teilnahme an Weltspielen vor 2020
(Quelle: )
• 2007 Special Olympics World Summer Games, Shanghai, China (11 Athletinnen und Athleten)
• 2011 Special Olympics World Summer Games, Athen (15 Athletinnen und Athleten)
• 2013 Special Olympics World Winter Games, PyeongChang, Südkorea (2 Athletinnen und Athleten)
• 2015 Special Olympics World Summer Games, Los Angeles, USA (7 Athletinnen und Athleten)
• 2017 Special Olympics World Winter Games, Graz-Schladming-Ramsau, Österreich (2 Athletinnen und Athleten)
• 2019 Special Olympics, World Summer Games, Abu Dhabi (11 Athletinnen und Athleten)

### Teilnahme an den Special Olympics World Summer Games 2023 in Berlin
Special Olympics Moldau beteiligte sich an den Special Olympics World Summer Games 2023. Die Delegation wurde vor den Spielen im Rahmen des Host Town Program von Mannheim betreut und bestand aus 32 Personen. Das Team gewann bei diesen Weltspielen eine Silbermedaille.

### Teilnahme an Weltspielen nach 2023
- 2025 Special Olympics World Winter Games, Turin, Italien (5 Athletinnen und Athleten)[5]